# Arthur Weigall
Arthur Weigall, de son nom complet Arthur Edward Pears Weigall, né le 20 novembre 1880 à Saint-Hélier (Jersey), et mort le 2 ou le 3 janvier 1934 à Londres (Angleterre), est un égyptologue britannique, inspecteur général des Antiquités entre 1905 et 1914.

## Biographie
Arthur Weigall est né l'année où son père, le major Arthur Archibald Denne Weigall, est décédé. La famille Weigall occupe une place importante dans la société victorienne en tant qu'artistes, se mariant entre aristocrates ; ses cousins sont le politicien conservateur Sir Archibald Weigall, 1er baronnet, gouverneur de l'Australie-Méridionale de 1920 à 1922, et les joueurs de cricket Gerry et Louis Weigall. Veuve très jeune, sa mère, Alice Henrietta Cowen, travaille comme missionnaire dans les bidonvilles du centre-ville de la fin de l'Angleterre victorienne. Arthur Weigall passe d'une vie de famille non conventionnelle à Salford au Wellington College, une école de forte réputation et à l'esprit militaire. Il commence à travailler comme apprenti commis à la City de Londres, mais une fascination d'enfant pour la généalogie le conduit aux pharaons de l'Égypte antique et donc à l'égyptologie. Ayant été encouragé à postuler au New College d'Oxford, ce qui était une erreur (l'égyptologie n'était pas encore étudiée à Oxford), avant de terminer ses tests d'admission, il se rend plutôt à Leipzig, espérant apprendre l'allemand puis essaye de s'inscrire dans une université allemande, mais il ne le peut pas et, à son retour en Angleterre, Weigall trouve du travail auprès de l'égyptologue Flinders Petrie, d'abord à l'university College de Londres, puis à Abydos en Égypte.
La vie avec Flinders Petrie est notoirement dure, et après un certain temps, Arthur Weigall part travailler pour Friedrich Wilhelm von Bissing, un égyptologue allemand. Au début de 1905, Howard Carter séjournait chez Arthur Weigall à Saqqarah lorsqu'après un incident avec des touristes français, Carter est contraint de démissionner de son poste d'inspecteur en chef des antiquités de la Haute-Égypte. À l'âge de 25 ans, Arthur Weigall est nommé à la surprise générale pour remplacer Howard Carter à Louxor, chargé de protéger et de gérer les antiquités d'une région qui s'étendait de Nag Hammadi jusqu'à la frontière avec le Soudan.
À Louxor, Arthur Weigall s'investit avec une immense énergie dans des aspects du travail qui, selon lui, avaient été quelque peu négligés : la protection et la conservation de monuments qui étaient régulièrement achetés et déplacés vers l'Europe et l'Amérique du Nord. Il reste à Louxor jusqu'en 1911. C'est une période d'intense activité : la découverte des tombes de Youya et Touya, KV55, la tombe d'Horemheb, des voyages dans le désert oriental, une biographie populaire d'Akhenaton, un Guide des antiquités de Haute Égypte. Il travaille avec Alan Gardiner sur les tombes des nobles et a peut-être aidé Howard Carter pendant ses campagnes de fouilles financées par Lord Carnarvon, ce qui conduisit Carter à la découverte du tombeau de Toutânkhamon. Il est profondément engagé dans les tâches bureaucratiques et sociales de Louxor et du Caire, entrant en contact étroit avec Flinders Petrie, Gaston Maspero, Theodore Davis, Percy Newberry, Howard Carter et d'autres, et se lie d'amitié avec Sir Ronald Storrs et la société édouardienne au sens large. Cependant, il doit quitter l'Égypte, la Première Guerre mondiale interrompant ses projets de création d'un institut d'égyptologie pour les Égyptiens.
À Londres, pendant la Première Guerre mondiale, Arthur Weigall devient un scénographe à succès pour la scène de la revue londonienne. Une association avec le cinéma commence : il travaille avec Bannister Merwin, Jack Buchanan et Phyllis Monkman sur le film Her Heritage (1919), et dans les années 1920, Lord Northcliffe le nomme critique de cinéma pour le Daily Mail. Plus tard, un de ses romans est transformé en film, Burning Sands (1922) par le producteur George Melford.
Le journalisme le ramène en Égypte. Il couvre l'ouverture de la tombe de Toutânkhamon en tant que correspondant du Daily Mail, en opposition directe aux tentatives d'Howard Carter et de Lord Carnarvon d'accorder un monopole au Times, ce que Weigall considérait à la fois comme une erreur et politiquement préjudiciable aux relations britanniques avec l'Égypte. Sur la tombe de Toutânkhamon, il voit Lord Carnarvon plaisanter alors qu'il se préparait à entrer dans la tombe, et il dit : « S'il descend avec cet état esprit, je lui donne six semaines à vivre ».
Arthur Weigall décède en 1934. Au cours de son premier mariage avec Hortense Schleiter, une Américaine, il a écrit des récits personnels saisissants de sa vie à Louxor et en Haute-Égypte. Son second mariage (avec la pianiste Muriel Lillie) le ramenèrent dans le monde du spectacle en tant que parolier talentueux.

## Publications
- Weigall Arthur: Survivances Paîennes dans le monde chrétien 1934 payot
- Avec William Matthew Flinders Petrie, Abydos, Part. I, B. Quaritch, 1902
- Avec William Matthew Flinders Petrie, Edward Russell Ayrton, Charles Trick Currelly, Abydos, Part. II, Egypt Exploration Fund, London, 1902
- Avec Charles Trick Currelly, Edward Russell Ayrton et Alan Henderson Gardiner, Abydos, Part. III, Egypt Exploration Fund, London, 1904
- Tomb and cemetery of Senusert III, Memoirs of the Egypt Exploration Fund, Special extra publication, 1904
- Avec Friedrich Wilhelm von Bissing et Max Bollacher, Die mastaba des Gem-ni-kai, Verlag von Alexander Duncker, Berlin, 1905 et 1911
- A Report on the Antiquities of lower Nubia, the first Cataract to the Sudan Frontier, and their Condition in 1906-7, Printed at the University press by Horace Hart, Oxford, 1907
- A Catalogue of the Weights and Balances in the Cairo Museum, IFAO, Le Caire, 1908
- Travels in the upper Egyptian deserts, William Blackwood, Edinburgh, London, 1909
- The Life and Times of Akhnaton Pharaoh of Egypt, G.P.Putnam's Sons, 1910 et 1923 - William Blackwood, Londres, 1910 et 1911 - Thornton Butterworth, janvier 1934 - Kennikat Press, (posthume) 1970 - Associated Faculty Press Inc, juin 1970 - Cooper Square Press 2000 - En français, Le Pharaon Akh-en-Aton et son époque, traduction par Henri Wild, Payot Éditions (posthume) 1936
- Réponse de M. Arthur E. P. Weigall, à H. Gauthier, (BIFAO 8, 1911), p. 185, BIFAO 9, Le Caire, 1911.
- The treasury of ancient egypt: Miscellaneous chapters on ancient Egyptian history and archæology, William Blackwood, Londres, 1911 et 1926 - BiblioBazaar (posthume) février 2007 et août 2009 - Kessinger Publishing, octobre 2007 et juin 2008 - Dodo Press, octobre 2008
- Avec Alan Henderson Gardiner, A topographical catalog of the tombs of Thebes, Quaritch, 1913
- Sapho of Lesbos: Her life and times, Thornton Butterworth, Londres, 1937
- The Life and Times of Cleopatra, Queen of Egypt, a Study in the Origin of the Roman Empire, William Blackwood and sons, London, 1914 - G.P. Putnam's sons, New York, 1924 et 1926 - Garden City and Co., 1924 - Mercury Books, (posthume) 1962 - Greenwood Press, New York, 1968 - En Français, Cléopâtre : Sa vie et son temps, Traduction de Jean Duren, Jacques Benoist-Méchin, Payot Éditions, 1931, 1934 et (posthume) 1952 - Club du meilleur livre Saverne, Imprimerie savernoise, 1960
- The Glory of the Pharaohs, Thornton Butterworth, London, janvier 1923 et 1936 - Kessinger Publishing (posthume) juillet 2007
- A History of the Pharaohs, deux volumes, E.P. Dutton & Co. New York, 1925 et 1926
- Paganism in Our Christianity, 1928 - En français, Survivances païennes dans le monde chrétien, Payot, 1934
- A Short History of Ancient Egypt, Chapman & Hall, London, 1934 - En français, Histoire de l'Egypte Ancienne, Payot, 1935